# Емил Костадинов
Емил Љупчов Костадинов (буг. Емил Любчов Костадинов; Софија, 12. август 1967) бивши је бугарски фудбалер.
Емил Костадинов је поред Стоичкова, Лечкова и Балакова, био један од кључних играча на Светском првенству 1994. где је Бугарска дошла до полуфинала.

## Клупска каријера
Започео је фудбалску каријеру у ЦСКА Софији. С клубом је освојио три национална првенства, три купа и један суперкуп, играо је и у полуфиналу Купа победника купова против Барселоне.
Године 1990. прелази у Порто са којим је два пута био португалски првак, два пута победник купа и четири пута освајач португалског суперкупа. Након краћег боравка у Депортиво ла Коруњи, Костадинов прелази у Бајерн из Минхена са којим је 1996. године освојио Куп УЕФА. У реванш утакмици на гостовању код француског Бордоа, Емил је дао други гол у победи бавараца.
После тог успеха, прелази у турски Фенербахче, за који је наступао једну сезону, након чега се 1997. враћа у ЦСКА Софију. Једно време био је и члан мексичког УАНЛ Тигреса док је каријеру завршио 2000. године у њемачком Мајнцу 05.
Након завршетка играчке каријере постаје спортски директор ЦСКА Софије.

## Репрезентација
Емил Костадинов је играо за Бугарску 70 пута и постигао је 26 голова. У репрезентацији је играо између 1988. до 1998. године. Два најважнија репрезентативна гола је постигао у последњој квалификационој утакмици за Светско првенство 1994. у САД. У гостима на утакмици против Француске у Паризу, Костадинов је дао оба гола за коначну победу од 2:1. Други погодак на утакмици је дао у последњој секунди и показао се значајним јер је у случају ремија Бугарска могла да испадне и Француска квалификује као друга у групи.
На самом Светском првенству, Бугарска је направила изненађење освојивши четврто место, а Костадинов је одиграо свих седам утакмица у првом тиму.
С репрезентацијом је играо још на Европском првенству 1996. и Светском првенству 1998. године на којем је постигао погодак у поразу од 6:1 против Шпаније. Уједно му је то била и последња утакмица у дресу националног тима.

## Трофеји

### Клуб
ЦСКА Софија
- Прва лига Бугарске (3) : 1986/87, 1988/89, 1989/90.
- Куп Бугарске (3) : 1986/87, 1987/88, 1988/89.
- Суперкуп Бугарске (1) : 1989.

Порто
- Прва лига Португалије (3) : 1991/92, 1992/93, 1994/95.[10]
- Куп Португалије (2) : 1990/91, 1993/94.
- Суперкуп Португалије (4) : 1990, 1991, 1993, 1994.

Бајерн Минхен
- Куп УЕФА (1) : 1995/96.

### Репрезентација Бугарске
- Светско првенство: четврто место 1994.

### Индивидуални
- Најбољи фудбалер Бугарске: 1993.[11]